# Hugo Orellana Bonilla
Hugo Orellana Bonilla (Ataura,  1932 - 28 de enero de 2007) fue un artista plástico peruano. Nació en la provincia de Jauja en 1932. Estudió pintura en la Escuela de Bellas Artes y en las de México, Florencia y París. Estudió y siguió su trayectoria entre 1951 y 1963 en países de Europa como Francia e Italia. 
Su interés por la etnomusicología lo llevó por los Andes peruanos, donde recopiló muchos temas musicales que hoy se exponen en la colección de musicología de la Pontificia Universidad Católica del Perú.
Su retrospectiva en 1987 en la Alianza Francesa de Lima fue aclamada por los críticos de arte. Sirvió de maestro a jóvenes artistas y músicos latinoamericanos. Perteneció al ayllu xauxino de la familia Bonilla, por la cual al regresar de Europa construyó su casa-museo Huayta Huasi en Ataura, Jauja. Contó con la amistad de muchas personas ilustres del mundo derl Arte y la cultura podemos destacar a Mario Vargas Llosa, Guillermo Lobatón y Julio Ramón Ribeyro, Gerardo García, Dimas Fernández, Víctor Ladera, entre otros.
Murió el 28 de enero de 2007.
Hugo Orellana Es uno de los Pintores más representativos de la pintura Indigenista, junto a él son varios los pintores que buscan dar a conocer la cultura andina como su reminiscencia.
El retorno a su tierra natal se debió a ese amor por sus orígenes, a estar en contacto con todo lo que vio de niño. Los colores de las flores de los Andes son las que marcan los rasgos de su pintura.
En 1964 grabó e interpretó junto a la agrupación folklórica Los Calchakis quedando inmortalizado para la posterioridad su voz y sus huapidos característicos del folklore andino.

## Honores
- Ha sido galardonado doctor honoris causa por la Universidad Peruana Los Andes - UPLA.